# Liste der Monuments historiques in Trébeurden
Die Liste der Monuments historiques in Trébeurden führt die Monuments historiques in der französischen Gemeinde Trébeurden auf.

## Liste der Bauwerke
| Bezeichnung                          | Beschreibung | Standort | Kennzeichnung | Schutzstatus | Datum | Bild           |
| ------------------------------------ | ------------ | -------- | ------------- | ------------ | ----- | -------------- |
| Dolmen von Lann Kerellec             |              | (Lage)   | PA00089673    | Classé       | 1916  | weitere Bilder |
| Kreuz aus dem 17. Jahrhundert        |              | (Lage)   | PA00089672    | Inscrit      | 1964  | weitere Bilder |
| Kapelle von Penvern                  |              | (Lage)   | PA00089671    | Inscrit      | 1930  | weitere Bilder |
| Kapelle Notre-Dame de Bonne-Nouvelle |              | (Lage)   | PA00089670    | Inscrit      | 1952  | weitere Bilder |
| Prajou-Menhir                        |              | (Lage)   | PA00089669    | Classé       | 1956  | weitere Bilder |
| Allée couverte de l’Île Milliau      |              | (Lage)   | PA00089668    | Classé       | 1961  | weitere Bilder |

## Liste der Objekte

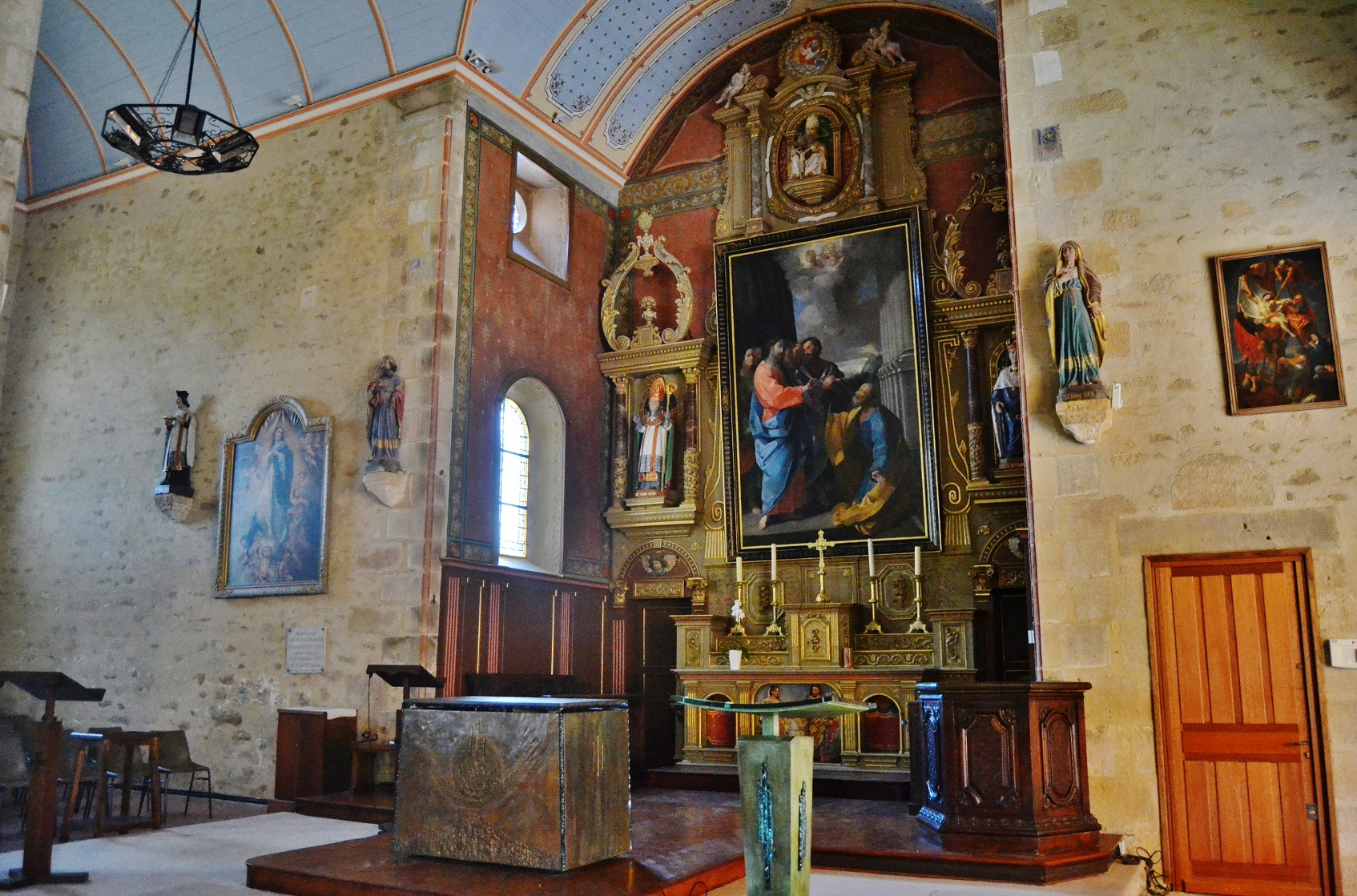
Altar in der Kirche Sainte-Trinité

- Monuments historiques (Objekte) in Trébeurden in der Base Palissy des französischen Kultusministeriums